# أدولف برغر
ادولف برغر (بالسلوفاكية: Adolf Burger) (و. 1917 – 2016 م) هو كاتب، وصحفي، وكاتب سيناريو، وطابع حروف ‏ من سلوفاكيا، وتشيكوسلوفاكيا، توفي في براغ، عن عمر يناهز 99 عاماً.

## جوائز
حصل على جوائز منها:
- الميدالية التذكارية لمجلس الشيوخ التشيكي  [لغات أخرى]‏ (2015).

## وصلات خارجية
- أدولف برغر على موقع IMDb (الإنجليزية)
- أدولف برغر على موقع ألو سيني (الفرنسية)
- أدولف برغر على موقع أول موفي (الإنجليزية)
- أدولف برغر على موقع قاعدة بيانات الأفلام السويدية (السويدية)
- أدولف برغر على موقع قاعدة بيانات الفيلم (الإنجليزية)
- أدولف برغر على موقع كينوبويسك (الروسية)